# Holandia na Zimowych Igrzyskach Paraolimpijskich 1992
Holenderska reprezentacja na Zimowych Igrzyskach Paraolimpijskich 1992 liczyła 7 sportowców (5 mężczyzn i 2 kobiety) występujących w trzech rozgrywanych dyscyplin. 

## Medale
Na tych igrzyskach paraolimpijskich żadnemu zawodnikowi nie udało się zdobyć medalu.

## Skład reprezentacji

### Biathlon
- Jan Visser

### Biegi narciarskie
- Jan Visser
- Tineke Hekman

### Narciarstwo alpejskie
- Thea Bongers
- Wiel Bouten
- Karel Hanse
- Robert Reijmers
- Martijn Wijsman